# أوستروفيكا (بيخاتش)
أوستروفيكا هي قرية في البوسنة والهرسك تقع على أراضي مدينة بيهاتش التابعة لكانتون يونا-سانا في اتحاد البوسنة والهرسك. طبقا لنتائج تعداد السكان في البوسنة عام 2013 فقد كان تعداد سكانها 15 نسمة.
على أراضي القرية تقف قلعة أوستروفيكا التي بنيت في القرن الخامس عشر على بقايا التحصينات التي يعود تاريخها إلى عصور ما قبل التاريخ؛ غزاها العثمانيون في عام 1523 وظلت تحت سيطرتهم حتى عام 1878؛ وهي الآن مدرجة على قائمة الآثار الوطنية للبوسنة والهرسك

## التركيبة السكانية

### التطور التاريخي للسكان
| 1961 | 1971 | 1981 | 1991 | 2013 |
| ---- | ---- | ---- | ---- | ---- |
| 232  | 233  | 182  | 162  | 15   |

## وصلات خارجية
- (بالإنجليزية) Maplandia